# Amancio Amaro

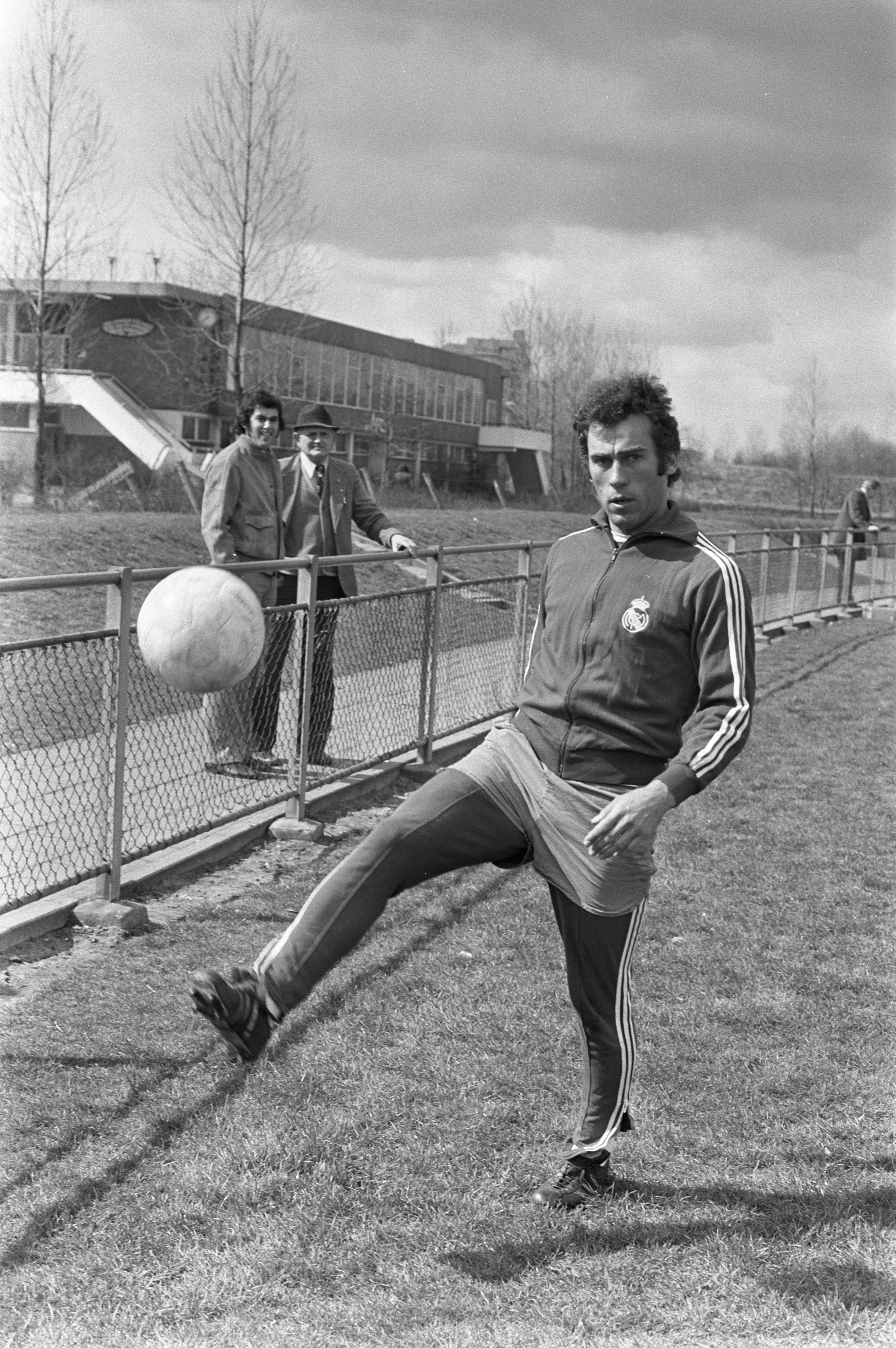
Amancio Amaro roku 1973

Amancio Amaro Varela, většinou nazývaný jen Amancio (16. října 1939, A Coruña – 21. února 2023) byl španělský fotbalista. Hrával na pozici záložníka.
Se španělskou fotbalovou reprezentací vyhrál mistrovství Evropy roku 1964. Na tomto turnaji se dostal i do all-stars týmu. Hrál i na světovém šampionátu roku 1966.. Celkem za národní tým odehrál 42 utkání a vstřelil v nich 11 gólů.
Začínal v Deportivo La Coruña, ale takřka celou svou fotbalovou kariéru (1962–1976) strávil v Realu Madrid. Odehrál za něj 344 ligových utkání, v nichž vstřelil 119 branek. V sezóně 1965/66 s Realem vybojoval Pohár mistrů evropských zemí a devětkrát titul španělského mistra (63, 64, 65, 67, 68, 69, 72, 75, 76). Dvakrát se stal nejlepším střelcem španělské ligy (1969, 1970).
V anketě Zlatý míč, která hledala nejlepšího fotbalistu Evropy, skončil roku 1964 třetí.
Měl přezdívku El Brujo (Čaroděj).